# Arnold Janssen
Arnold Janssen (Goch, 5 novembre 1837 – Steyl, 15 gennaio 1909) è stato un presbitero e missionario tedesco, fondatore della Società del Verbo Divino e delle congregazioni delle Missionarie Serve dello Spirito Santo e delle Suore Serve dello Spirito Santo dell'Adorazione Perpetua. È stato canonizzato da papa Giovanni Paolo II il 5 ottobre 2003 insieme al missionario Ujöp Freinademetz, tra i primi ad aderire al nuovo ordine verbita, e al missionario e vescovo Daniele Comboni.
La sua memoria liturgica è il 15 gennaio.